# Kinzig-Schutter-Niederung
Das Gebiet Kinzig-Schutter-Niederung ist ein 2007 eingerichtetes und mit Verordnung vom 5. Februar 2010 durch das Ministerium für Ernährung und Ländlichen Raum festgelegtes Europäisches Vogelschutzgebiet (Schutzgebietskennung DE-7513-441) im Ortenaukreis in Deutschland.

## Lage
Die insgesamt rund 2822 Hektar (ha) großen drei Teilgebiete des Vogelschutzgebiets „Kinzig-Schutter-Niederung“ erstrecken sich größtenteils westlich der Bundesautobahn 5, südlich der Bundesstraße 28 sowie nördlich der Landesstraße 118 und verteilen sich auf zwei Städte und fünf Gemeinden:
| Stadt Kehl            | 302,1466 ha | 10,72 % |
| Stadt Offenburg       | 4,2045 ha   | 0,14 %  |
| Gemeinde Friesenheim  | 192,5149 ha | 6,82 %  |
| Gemeinde Hohberg      | 636,6598 ha | 22,56 % |
| Gemeinde Neuried      | 543,6714 ha | 19,26 % |
| Gemeinde Schutterwald | 400,852 ha  | 14,22 % |
| Gemeinde Willstätt    | 741,8018 ha | 26,28 % |

## Beschreibung

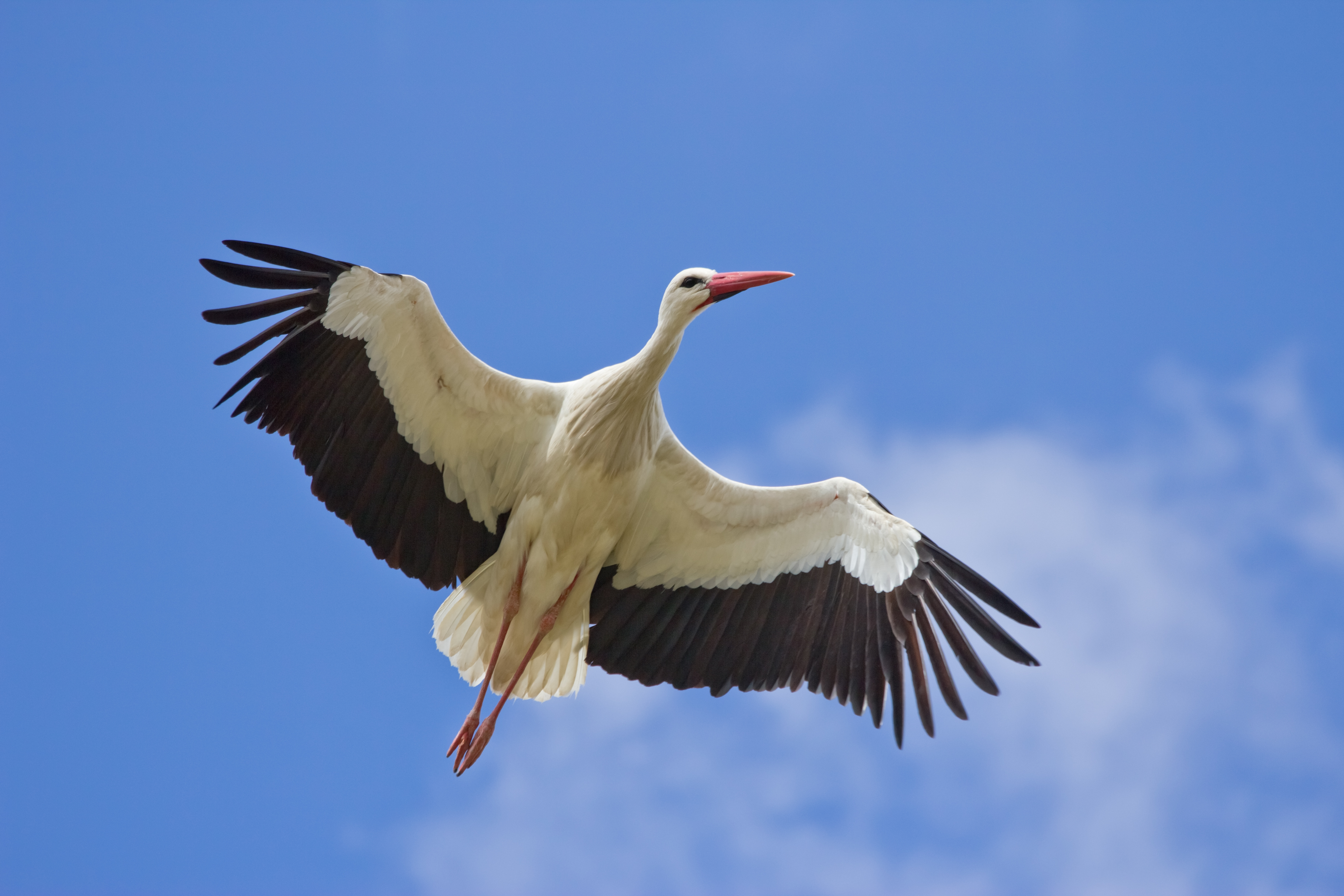
Weißstorch

Beschrieben wird das Schutzgebiet „Kinzig-Schutter-Niederung“ als „Mosaik aus (Nass)Wiesen/Äckern, Resten von Streuwiesen und Großseggenrieden, Schilfröhrichten, Streuobstwiesen, Hecken und Feldgehölzen, naturnahen Bachläufen, Tümpeln, Baggerseen, Eschen-Ulmen-Auwald und Sumpfauenwald“, das als Rastgebiet von nationaler Bedeutung gilt.

Das Areal ist ein wichtiges Brutgebiet für Großen Brachvogel, Kiebitz, Neuntöter, Wachtelkönig und Weißstorch in Baden-Württemberg.

### Lebensraumklassen
|                                                                        |                                                                        |  |      |      |
| N06 – Binnengewässer, stehend und fließend                             | N06 – Binnengewässer, stehend und fließend                             |  | 1 %  | 1 %  |
| N10 – Feuchtes und mesophiles Grünland                                 | N10 – Feuchtes und mesophiles Grünland                                 |  | 5 %  | 5 %  |
| N14 – Trockengelegtes Grünland                                         | N14 – Trockengelegtes Grünland                                         |  | 42 % | 42 % |
| N15 – Anderes Ackerland                                                | N15 – Anderes Ackerland                                                |  | 41 % | 41 % |
| N16 – Laubwald                                                         | N16 – Laubwald                                                         |  | 10 % | 10 % |
| N23 – Sonstiges (Städte, Straßen, Deponien, Gruben, Industriegebiete)0 | N23 – Sonstiges (Städte, Straßen, Deponien, Gruben, Industriegebiete)0 |  | 1 %  | 1 %  |
|                                                                        |                                                                        |  |      |      |

## Schutzzweck
Die gebietsbezogenen Erhaltungsziele sind je nach Art unterschiedlich beschrieben:

### Brutvögel
Brutvogelarten, die im Anhang I der Vogelschutzrichtlinie aufgelistet und für die in ganz Europa besondere Maßnahmen anzuwenden sind. In diese Kategorie fallen in Baden-Württemberg insgesamt 39, im Schutzgebiet „Kinzig-Schutter-Niederung“ zwölf Arten.

#### Eisvogel(Alcedo atthis)

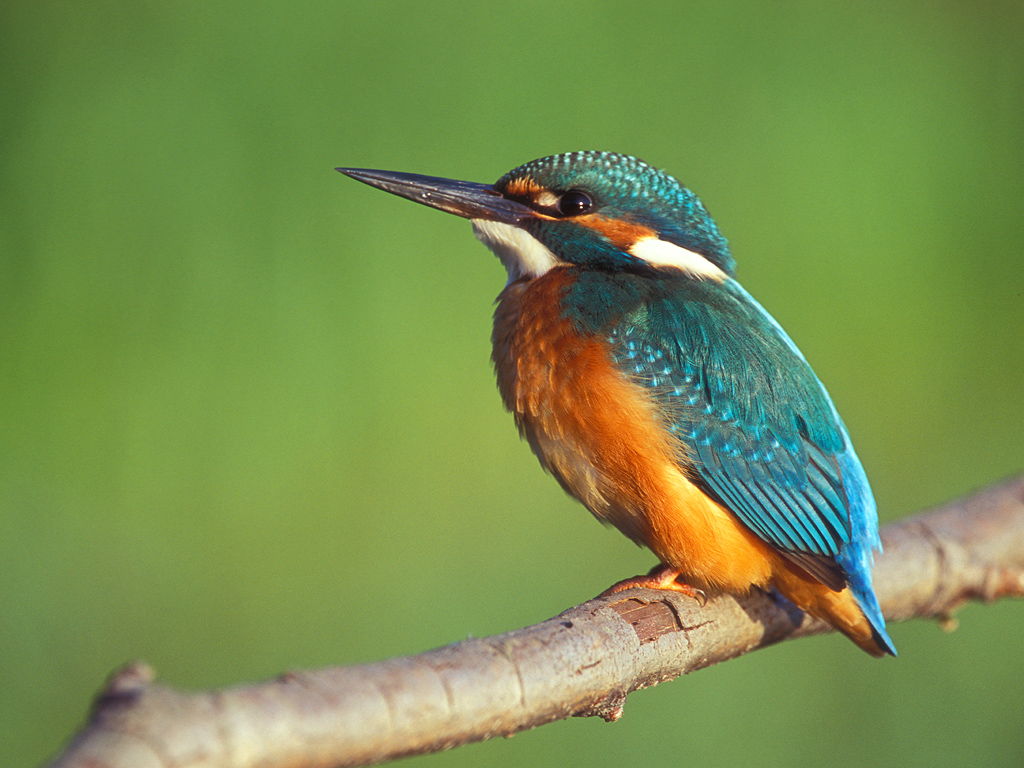
Eisvogel

Erhaltung der naturnahen Gewässer, von Steilwänden und Abbruchkanten aus grabbarem Substrat in Gewässernähe, von für die Brutröhrenanlage geeigneten Wurzeltellern umgestürzter Bäume in Gewässernähe, von Strukturen, die als Ansitz für die Jagd genutzt werden können wie starke Ufergehölze mit über das Gewässer hängenden Ästen, Erhaltung einer Wasserqualität, die gute Sichtbedingungen für den Beutefang gewährleistet, einer Gewässerdynamik, die die Neubildung von zur Nestanlage geeigneten Uferabbrüchen ermöglicht, Erhaltung von Sekundärlebensräumen wie aufgelassene Abbaustätten mit Gewässern und Steilufern, des Nahrungsangebots mit Kleinfischarten und Jungfischaufkommen sowie Erhaltung störungsfreier oder zumindest störungsarmer Fortpflanzungsstätten während der Fortpflanzungszeit vom 15. Februar bis zum 15. September.

#### Grauspecht(Picus canus)

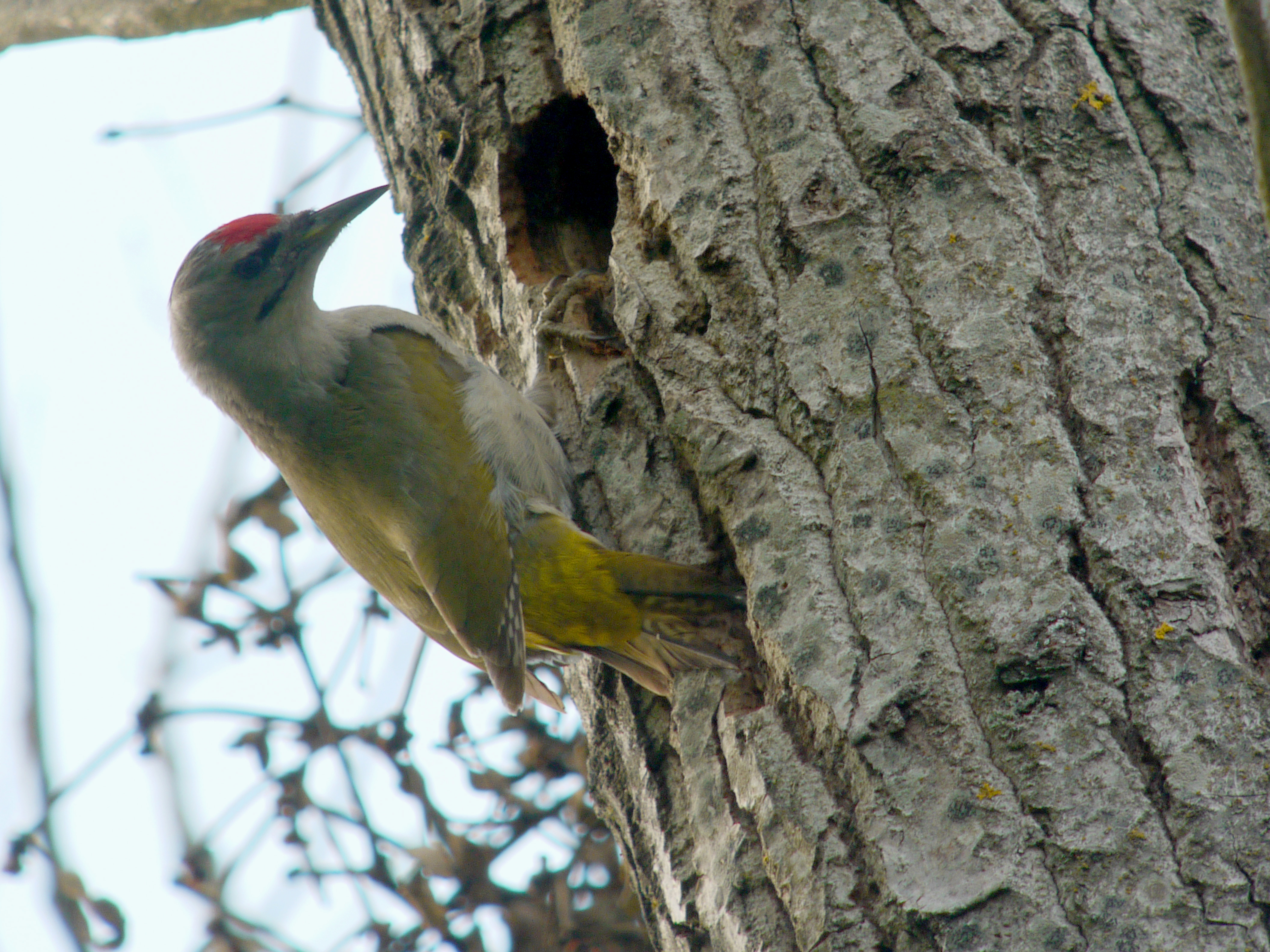
Grauspecht

Erhaltung von reich strukturierten lichten Laub- und Laubmischwäldern mit Offenflächen zur Nahrungsaufnahme, von Auenwäldern, von extensiv bewirtschafteten Streuobstwiesen, Erhaltung der Magerrasen, mageren Mähwiesen oder Viehweiden, Erhaltung von Randstreifen, Rainen, Böschungen und gesäumten gestuften Waldrändern, von Altbäumen und Altholzinseln, von Totholz, insbesondere von stehendem Totholz, Erhaltung der Bäume mit Großhöhlen sowie des Nahrungsangebots.

#### Kornweihe(Circus cyaneus)

Kornweihe

Erhaltung von extensiv genutzten Feuchtwiesen und -weiden, von Schilfflächen, von Hochstaudenfluren und Brachen in den Grünlandgebieten, Erhaltung der Lebensräume ohne Gefahrenquellen wie nicht vogelsichere Freileitungen und Windkraftanlagen, Erhaltung des Nahrungsangebots, insbesondere mit Kleinsäugern und bodenlebenden Kleinvögeln sowie Erhaltung störungsfreier oder zumindest störungsarmer Fortpflanzungsstätten während der Fortpflanzungszeit vom 1. April bis zum 31. August.

#### Mittelspecht(Dendrocopos medius)
Erhaltung von Laub- und Laubmischwäldern, insbesondere mit Eichenanteilen, von Auen- und Erlenwäldern, von extensiv bewirtschafteten Streuobstwiesen, von Altbäumen und Altholzinseln, von stehendem Totholz sowie Bäumen mit Höhlen.

#### Neuntöter(Lanius collurio)

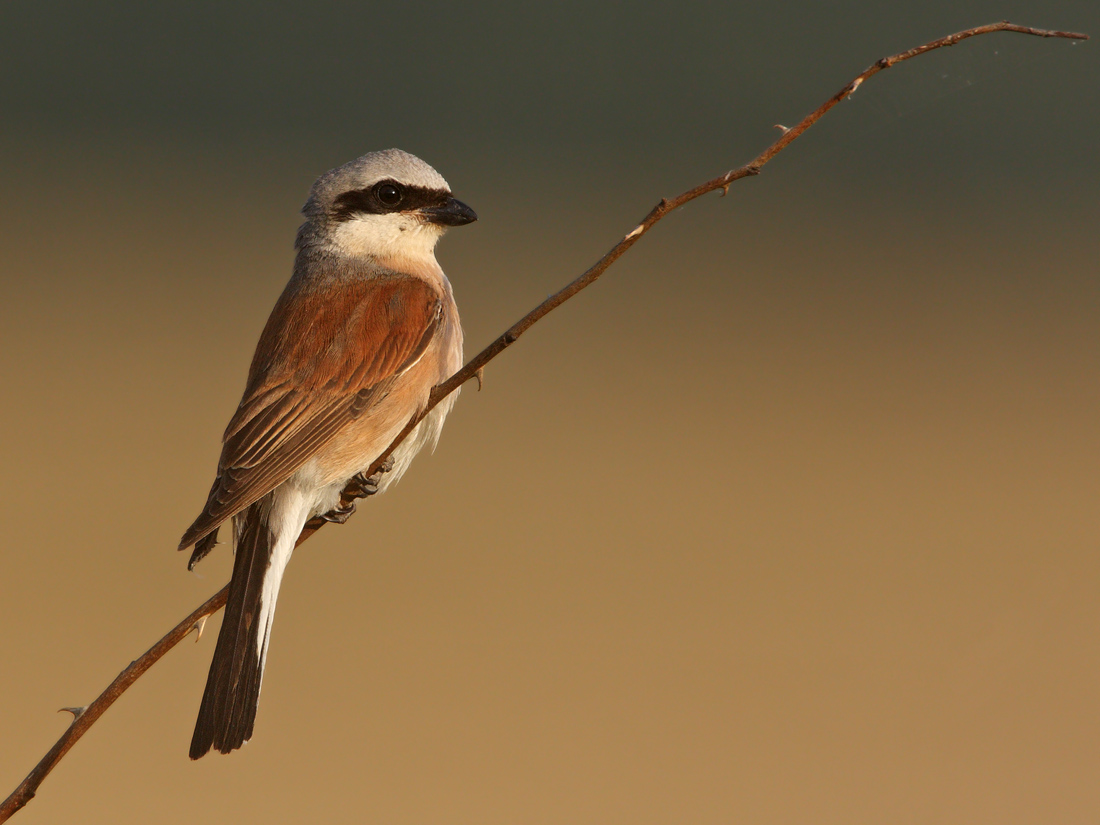
Neuntöter

Erhaltung von extensiv bewirtschafteten Streuobst-, Grünland- und Heidegebieten, von Nieder- und Mittelhecken aus standortheimischen Arten, insbesondere dorn- oder stachelbewehrte Gehölze, Erhaltung der Streuwiesen und offenen Moorränder, Erhaltung von Einzelbäumen und Büschen in der offenen Landschaft, von Feldrainen, Graswegen, Ruderal-, Staudenfluren und Brachen, Acker- und Wiesenrandstreifen, von Sekundärlebensräumen wie aufgelassene Abbaustätten mit vorgenannten Lebensstätten sowie Erhaltung des Nahrungsangebots, insbesondere mit größeren Insekten.

#### Rohrweihe(Circus aeruginosus)
Erhaltung der Verlandungszonen, Röhrichte und Großseggenriede, der Feuchtwiesenkomplexe, insbesondere mit Streuwiesen oder extensiv genutzten Nasswiesen, der Lebensräume ohne Gefahrenquellen wie nicht vogelsichere Freileitungen und Windkraftanlagen, Erhaltung von Gras- und Staudensäumen, von Sekundärlebensräumen wie aufgelassene Abbaustätten mit vorgenannten Lebensstätten sowie Erhaltung störungsfreier oder zumindest störungsarmer Fortpflanzungsstätten während der Fortpflanzungszeit vom 15. März bis zum 15. September.

#### Rotmilan(Milvus milvus)

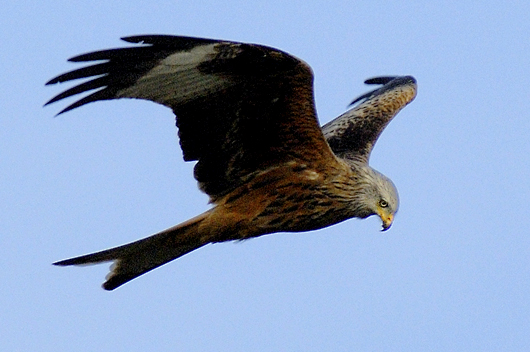
Rotmilan

Erhaltung von vielfältig strukturierten Kulturlandschaften mit lichten Waldbeständen, von Feldgehölzen, großen Einzelbäumen und Baumreihen in der offenen Landschaft, von Grünland, von Altholzinseln und alten, großkronigen Bäumen mit freier Anflugmöglichkeit, Erhaltung der Bäume mit Horsten, der Lebensräume ohne Gefahrenquellen wie nicht vogelsichere Freileitungen und Windkraftanlagen sowie die Erhaltung störungsfreier oder zumindest störungsarmer Fortpflanzungsstätten während der Fortpflanzungszeit vom 1. März bis zum 31. August.

#### Schwarzmilan(Milvus migrans)

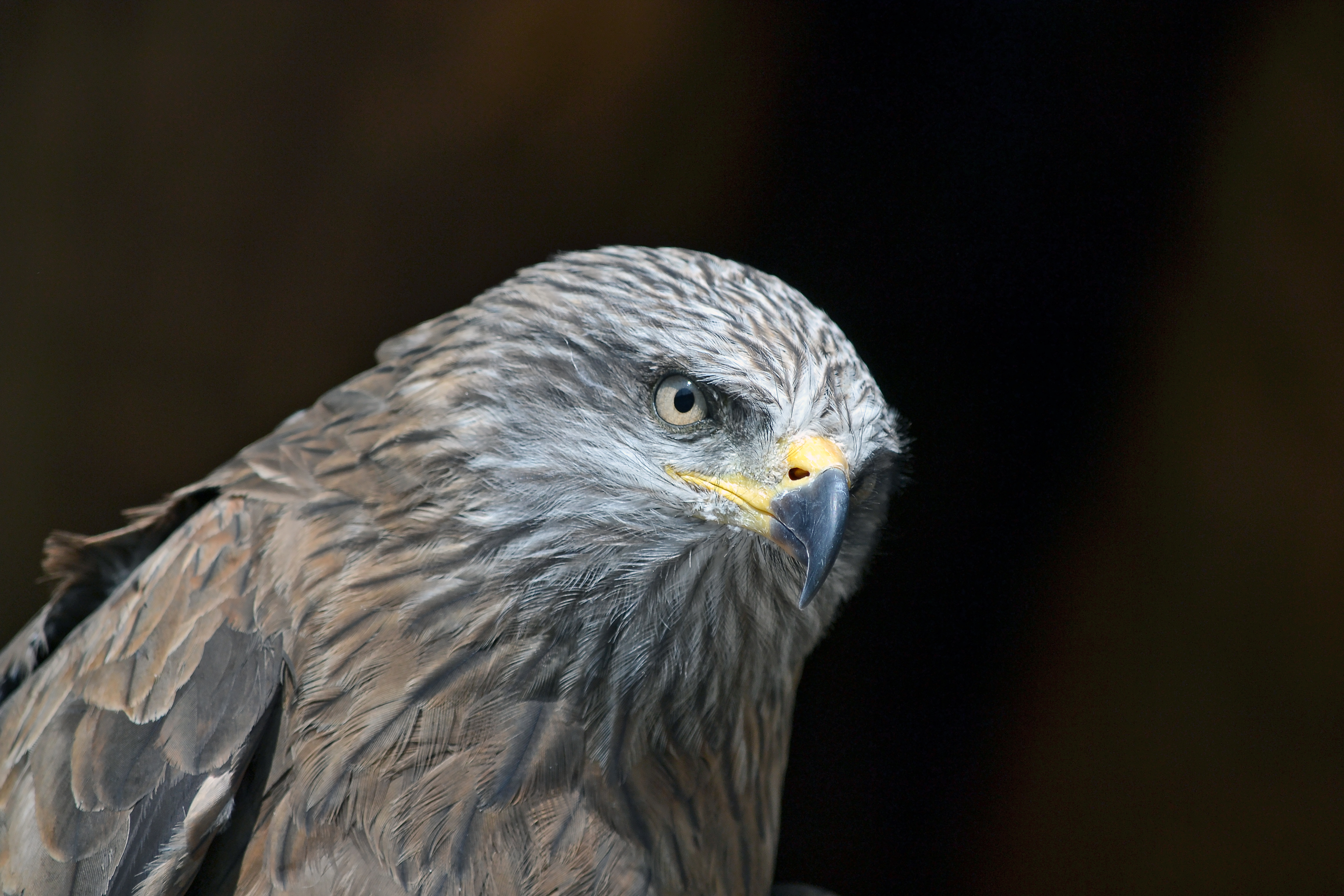
Schwarzmilan

Erhaltung von vielfältig strukturierten Kulturlandschaften, von lichten Waldbeständen, insbesondere Auenwäldern, von Feldgehölzen, großen Einzelbäumen und Baumreihen in der offenen Landschaft, Grünland, Altholzinseln und alten, großkronigen Bäumen mit freier Anflugmöglichkeit, insbesondere in Waldrandnähe, Erhaltung der naturnahen Fließ- und Stillgewässer, Erhaltung der Bäume mit Horsten, der Lebensräume ohne Gefahrenquellen wie nicht vogelsichere Freileitungen und Windkraftanlagen sowie Erhaltung störungsfreier oder zumindest störungsarmer Fortpflanzungsstätten während der Fortpflanzungszeit vom 1. März bis zum 15. August.

#### Schwarzspecht(Dryocopus martius)
Erhaltung von ausgedehnten Wäldern, Altbäumen und Altholzinseln, Totholz, Erhaltung der Bäume mit Großhöhlen sowie des Nahrungsangebots, insbesondere mit Ameisen.

#### Wachtelkönig(Crex crex)

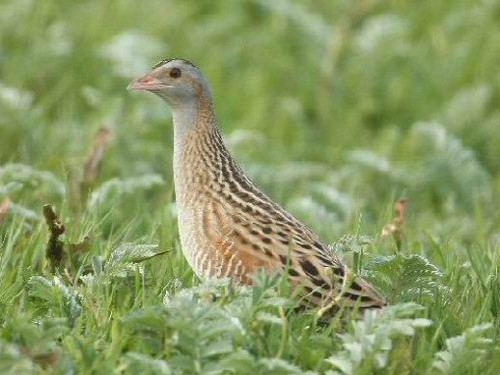
Wachtelkönig

Erhaltung von strukturreichem und extensiv genutztem Grünland, insbesondere mit Streuwiesen oder Nasswiesen, von Mauser- und Ausweichplätzen wie Gras-, Röhricht- und Staudensäume, Brachen, von einzelnen niedrigen Gebüschen und Feldhecken, von Bewirtschaftungsformen mit später Mahd ab dem 15. August, von frischen bis nassen Bodenverhältnissen, Erhaltung der Lebensräume ohne Gefahrenquellen wie Freileitungen, des Nahrungsangebots, insbesondere mit Insekten, Schnecken und Regenwürmern sowie Erhaltung störungsfreier oder zumindest störungsarmer Fortpflanzungsstätten während der Fortpflanzungszeit vom 15. April bis zum 15. August.

#### Weißstorch(Ciconia ciconia)
Erhaltung von weiträumigem, extensiv genutztem Grünland mit Feuchtwiesen und Viehweiden, von zeitlich differenzierten Nutzungen im Grünland, von Gras-, Röhricht- und Staudensäumen, insbesondere in Verbindung mit Wiesengräben, von hohen Grundwasserständen, Erhaltung der Niedermoore, Kleingewässer, Wassergräben und von zeitweilig überschwemmten Senken, der Lebensräume ohne Gefahrenquellen wie nicht vogelsichere Freileitungen und ungesicherte Schornsteine, der Horststandorte und Nisthilfen sowie Erhaltung des Nahrungsangebots, insbesondere mit Kleinsäugern, Amphibien, Reptilien, großen Insekten und Würmern.

#### Wespenbussard(Pernis apivorus)

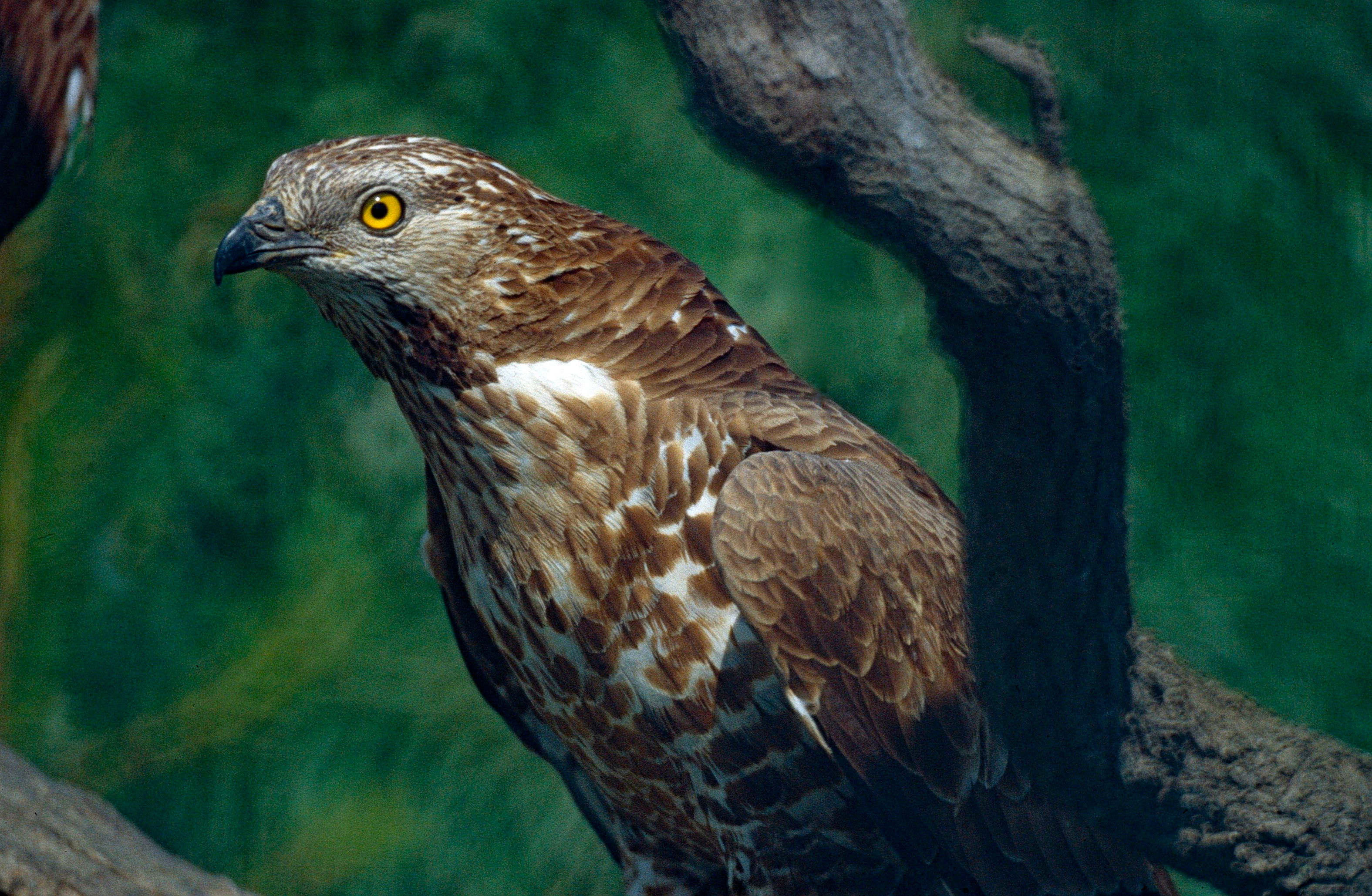
Wespenbussard

Erhaltung von vielfältig strukturierten Kulturlandschaften, lichten Laub- und Misch- sowie Kiefernwäldern, Feldgehölzen, extensiv genutztem Grünland, Altholzinseln und alten, großkronigen Bäumen mit freier Anflugmöglichkeit, Erhaltung der Magerrasen, Bäumen mit Horsten, Erhaltung des Nahrungsangebots, insbesondere mit Staaten bildenden Wespen und Hummeln sowie Erhaltung störungsfreier oder zumindest störungsarmer Fortpflanzungsstätten während der Fortpflanzungszeit vom 1. Mai bis zum 31. August.

### Zugvögel
Weitere, nicht in Anhang I aufgelistete Zugvogelarten, die im Land brüten und für die Schutzgebiete ausgewählt wurden. In diese Kategorie fallen in Baden-Württemberg insgesamt 36, im Schutzgebiet „Kinzig-Schutter-Niederung“ sechs Arten.

#### Baumfalke(Falco subbuteo)

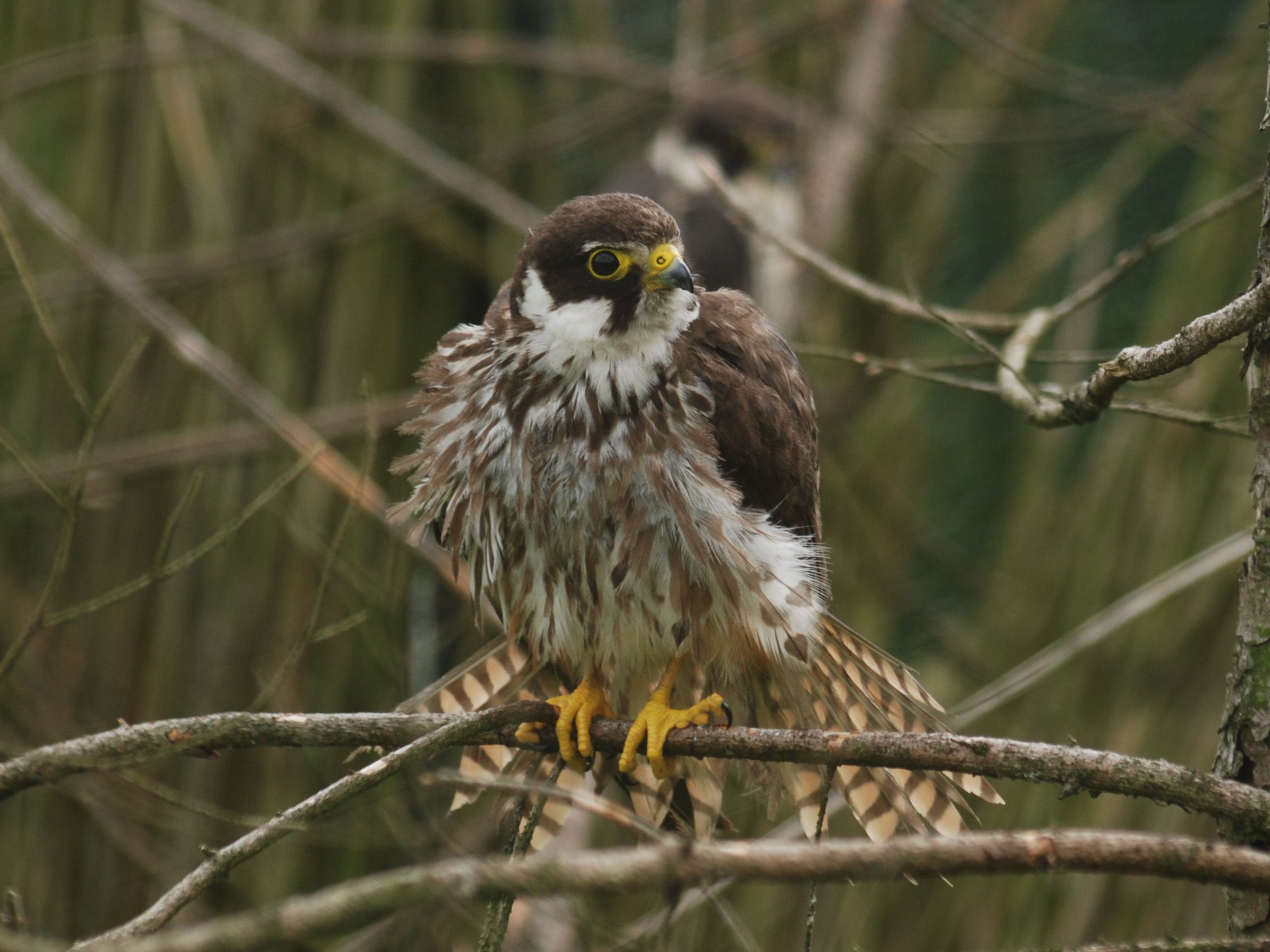
Baumfalke

Erhaltung von lichten Wäldern mit angrenzenden offenen Landschaften, von Altbäumen und Altholzinseln, von Überhältern, von Feldgehölzen oder Baumgruppen in Feldfluren oder entlang von Gewässern, von extensiv genutztem Grünland, von Gewässern mit strukturreichen Uferbereichen und Verlandungszonen, von Nistgelegenheiten wie Krähennester, des Nahrungsangebots, insbesondere mit Kleinvögeln und Großinsekten sowie störungsfreier oder zumindest störungsarmer Fortpflanzungsstätten während der Fortpflanzungszeit vom 15. April bis zum 15. September.

#### Großer Brachvogel(Numenius arquata)

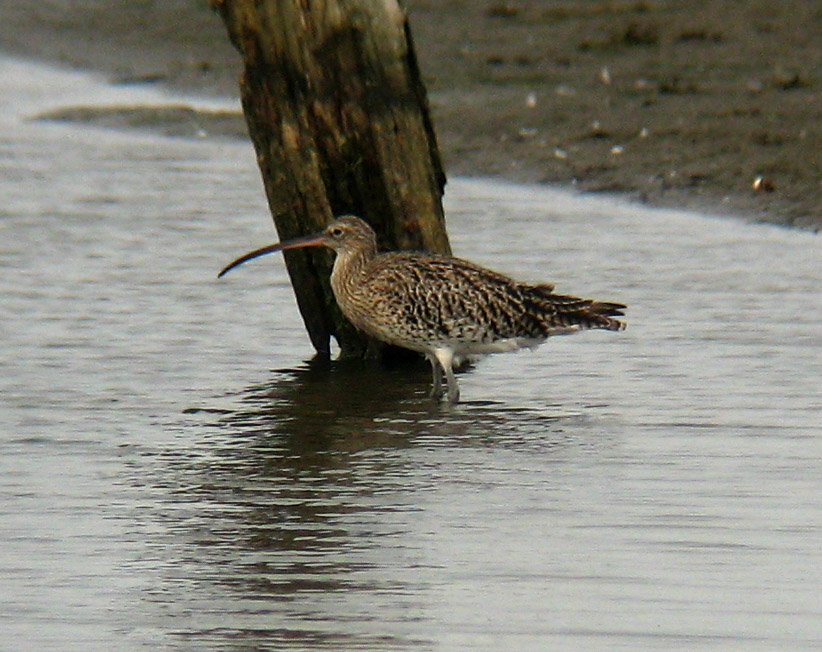
Großer Brachvogel

Erhaltung von weiträumigen, offenen und unzerschnittenen Kulturlandschaften ohne Sichtbarrieren, von Grünland, insbesondere von extensiv genutzten Wiesen, von zeitlich differenzierten Nutzungen in Niederungswiesenkomplexen, von nassen Bodenverhältnissen mit weichem, stocherfähigem Untergrund, von hohen Grundwasserständen, Erhaltung der naturnahen Moore, Erhaltung der Seggenriede, der Lebensräume ohne Gefahrenquellen wie Freileitungen und Drahtzäune, Erhaltung des Nahrungsangebots, insbesondere mit Insekten, Würmern und kleineren Wirbeltieren sowie Erhaltung störungsfreier oder zumindest störungsarmer Fortpflanzungsstätten während der Fortpflanzungszeit (1. Februar bis 31. August). 

#### Hohltaube(Columba oenas)
Erhaltung von Laub- und Laubmischwäldern, von Altbäumen und Altholzinseln, von Bäumen mit Großhöhlen sowie Grünlandgebieten und extensiv genutzten Feldfluren mit Brachen, Ackerrandstreifen sowie wildkrautreichen Grassäumen.

#### Kiebitz(Vanellus vanellus)

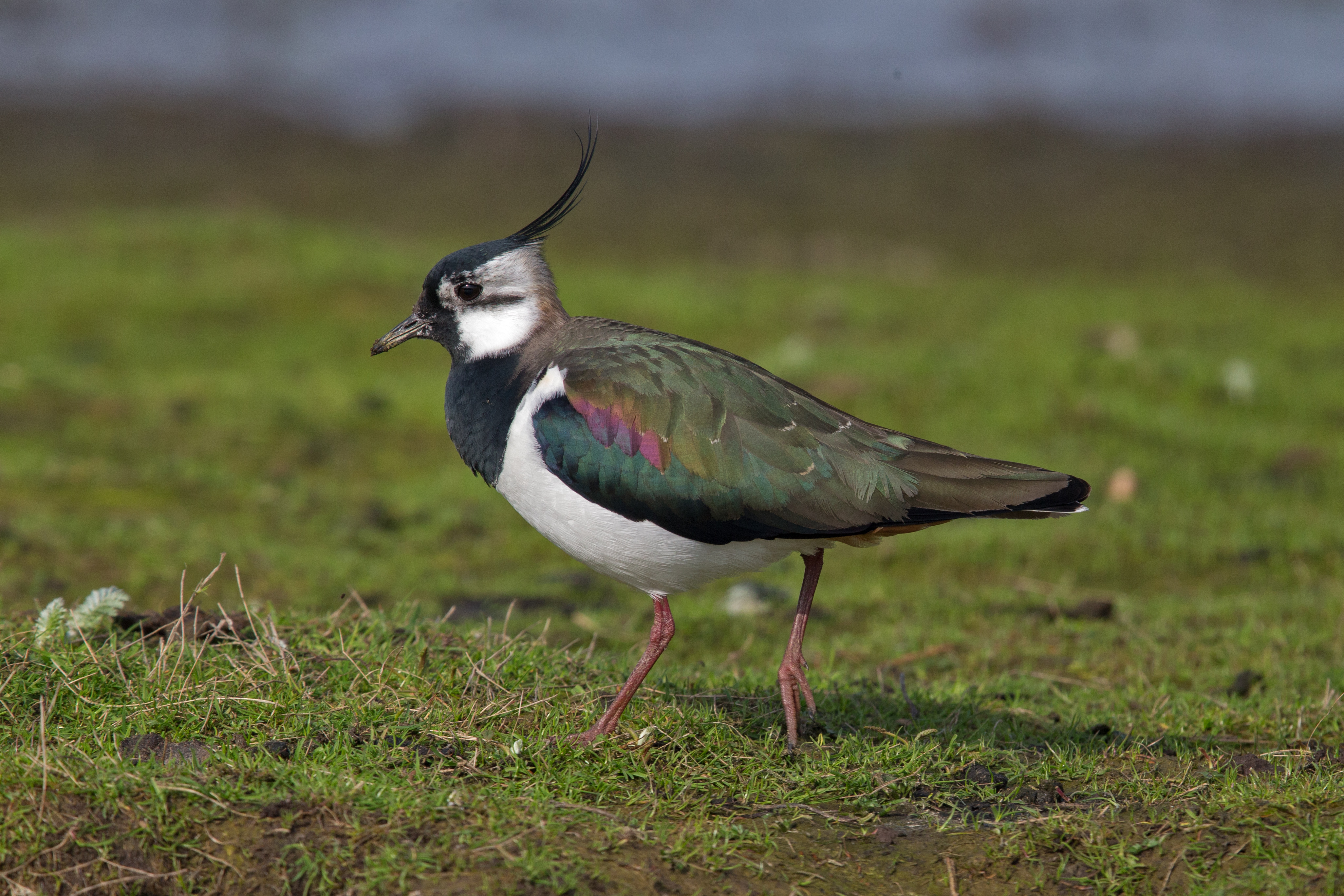
Kiebitz

Erhaltung von weiträumigen offenen Kulturlandschaften, Viehweiden, mageren Wiesen mit lückiger Vegetationsstruktur, Grünlandbrachen, Ackerland mit später Vegetationsentwicklung und angrenzendem Grünland, von Flutmulden, zeitweise überschwemmten Senken und nassen Ackerbereichen, Erhaltung der extensiv genutzten Feuchtwiesenkomplexe, der naturnahen Flussniederungen, der Gewässer mit Flachufern sowie Erhaltung störungsfreier oder zumindest störungsarmer Fortpflanzungsstätten während der Fortpflanzungszeit vom 1. Februar bis zum 31. August.

#### Schwarzkehlchen(Saxicola rubicola)

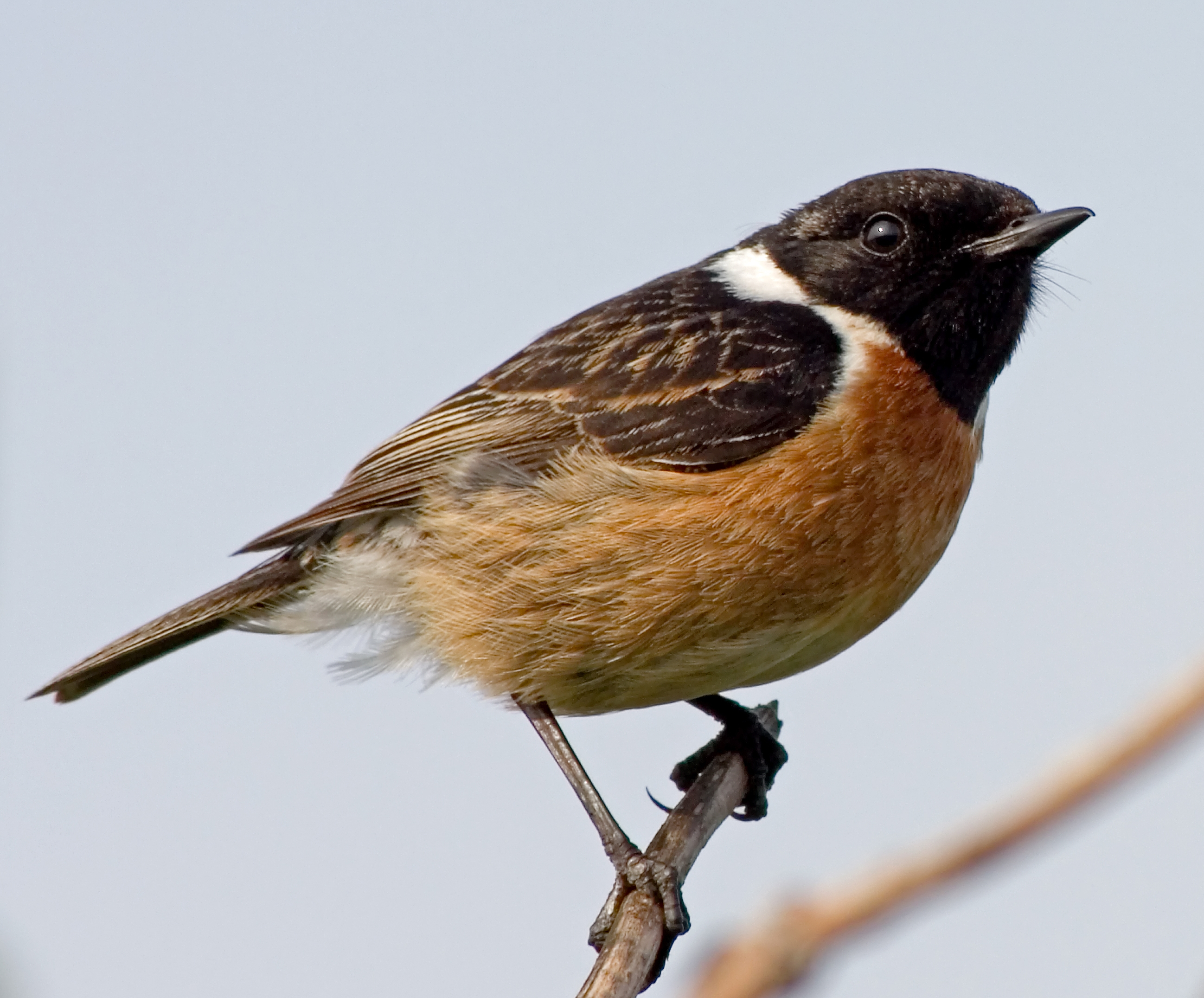
Schwarzkehlchen

Erhaltung der Heiden und Moore, der Ried- und Streuwiesen, Erhaltung von Weg- und Feldrainen, Saumstreifen, Böschungen, kleineren Feldgehölzen, unbefestigten Feldwegen, Rand- und Altgrasstreifen sowie von Brachflächen, von vereinzelten Büschen, Hochstauden, Steinhaufen und anderen als Jagd-, Sitz- und Singwarten geeigneten Strukturen, von Sekundärlebensräumen wie aufgelassene Abbaustätten mit vorgenannten Lebensstätten sowie Erhaltung des Nahrungsangebots, insbesondere mit Insekten und Spinnen.

#### Wachtel(Coturnix coturnix)
Erhaltung einer reich strukturierten Kulturlandschaft, Erhaltung von vielfältig genutztem Ackerland, extensiv genutztem Grünland, insbesondere von magerem Grünland mit lückiger Vegetationsstruktur und hohem Kräuteranteil, von Gelände-Kleinformen mit lichtem Pflanzenwuchs wie Zwickel, staunasse Kleinsenken, Dolinen-Einbrüche, quellige Flecken, Kleinmulden, Steinfelder, Magerrasen-Flecken und Steinriegel, von wildkrautreichen Ackerrandstreifen und kleineren Brachen, Gras-, Röhricht- und Staudensäumen sowie Erhaltung des Nahrungsangebots, insbesondere mit verschiedenen Sämereien und Insekten.